# ميهالي بولاك
ميهالي بولاك (بالمجرية: Pollack Mihály) هو مهندس معماري مجري، ولد في 30 أغسطس 1773 في فيينا في النمسا، وتوفي في 5 يناير 1855 في بشت في المجر.

## معرض صور

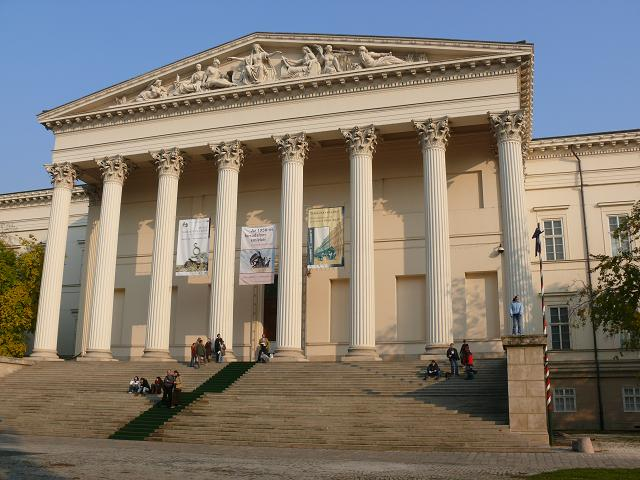
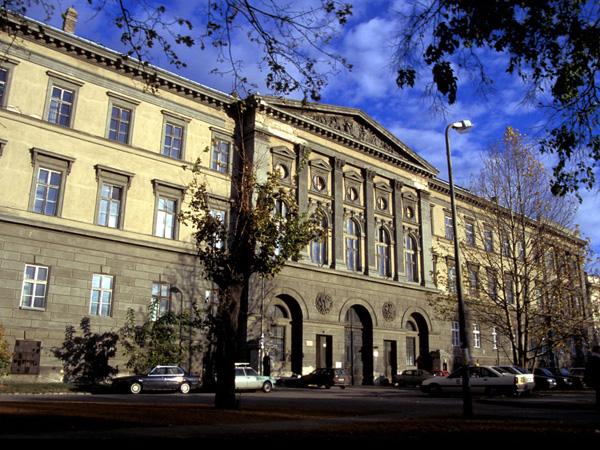
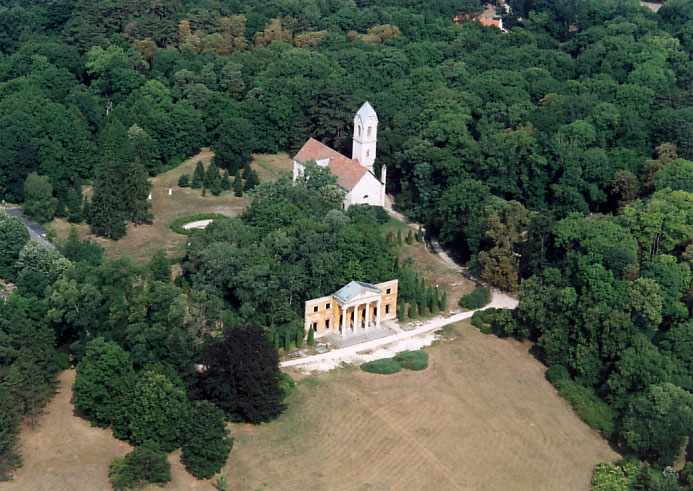
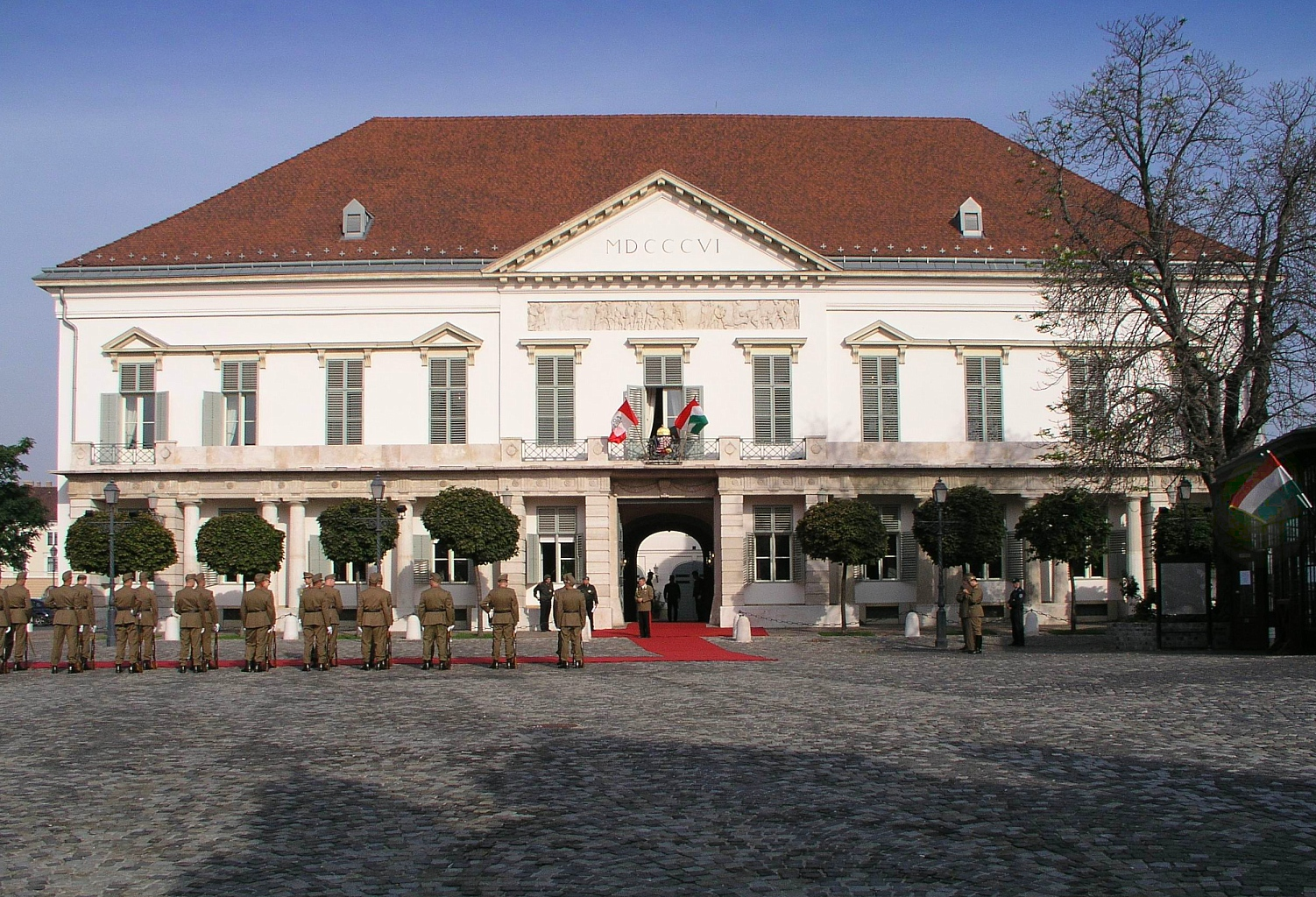